# Headbanger
«Headbanger»  (ヘドバンギャー！！ Hedobangyā!!") es el tercer sencillo grabado por la banda de heavy metal japonés Babymetal de su primer álbum Babymetal siendo lanzado el 4 de julio de 2012.

## Vídeo musical
El vídeo musical de la canción fue dirigido por Hidenobu Tanabe (田辺秀伸?) , quien sería nombrado mejor director de ese año (2012) en la ducha espacio Music Video Awards. Se narra la historia de una chica de 15 años que encontró un legendario corsé de cuello en una misteriosa caja que cayó sobre ella desde arriba. De repente, el corsé salta fuera de sus manos, se coloca alrededor de su cuello y la convierte en "Headbanger". La versión limitada del CD en realidad vino en una caja que incluye un corsé de cuello de formación de headbanging
.

## Lista de canciones
| N.º | Título                                 | Duración |  |
| 1.  | «Headbanger»                           | 4:03     |  |
| 2.  | «Uki Uki ★ Midnight»                   | 3:20     |  |
| 3.  | «Headbanger» (Air Vocal Ver.))         | 4:02     |  |
| 4.  | «Uki Uki ★ Midnight» (Air Vocal Ver.)) | 3:19     |  |

## Posicionamiento en lista
| Lista (2012)                        | Posiciones |
| ----------------------------------- | ---------- |
| Japan (Oricon)                      | 20         |
| Japan Hot Singles Sales (Billboard) | 19         |